# Estació de Can Peixauet
Can Peixauet és una estació de la L9 Nord del Metro de Barcelona i pertany al Tram 4 (La Sagrera – Can Zam / Gorg). Es troba a 31,1 metres de profunditat, a la ciutat de Santa Coloma de Gramenet i dona servei als barris de Safareigs, Santa Rosa i Riu Sud. L'estació és de tipus pou i té dos accessos situats l'avinguda de Can Peixauet amb l'avinguda de Santa Coloma, com a la resta de la línia totalment adaptat a PMR.
La previsió inicial era obrir l'estació l'any 2004 i posteriorment l'any 2008. però donats els contratemps no es va posar en funcionament fins al 13 de desembre de 2009, el primer tram de 3,9 km que es va inaugurar, entre Can Zam i Can Peixauet.
| Metro de Barcelona     |            |       |            |                        |
| Procedència/Destinació | <          | Línia | >          | Procedència/Destinació |
| La Sagrera             | Bon Pastor |       | Santa Rosa | Can Zam                |
| Projectat              |            |       |            |                        |
| Aeroport T1            | Bon Pastor |       | Santa Rosa | Can Zam                |

## Accessos
- Avinguda Santa Coloma